# Marisa Ewers
Marisa Ewers (* 24. Februar 1989 in Hamburg) ist eine deutsche Fußballspielerin.

## Karriere

### Vereine
Marisa Ewers begann achtjährig bei Blau-Weiß 96 Schenefeld mit dem Fußballspiele und blieb als einziges Mädchen unter Jungen fünf Jahre lang beim Verein.
Im Jahre 2002 war sie auch den Talentspähern des Hamburger SV aufgefallen, aber sie empfand diesen Wechsel als zu früh und wechselte stattdessen zu Altona 93. Bevor sie im Jahre 2005 zu einem Auslandsschuljahr in den Vereinigten Staaten wechselte, wurde sie vom HSV zu einem Probetraining eingeladen, dem sie sich nach ihrer Rückkehr zur Saison 2006/07 anschloss. Zu Beginn trainierte sie im Kader der Bundesligamannschaft, spielte allerdings im Zweitligateam. Nach einigen Einsätzen im Zweitligateam bestritt sie am 8. Oktober 2006 bei der 1:4-Niederlage im Auswärtsspiel gegen die SG Essen-Schönebeck ihr erstes Bundesligaspiel, in dem sie in der 83. Minute eingewechselt wurde. In der Folgesaison rückte sie in die erste Mannschaft auf und gehörte dem Bundesligakader von 2007 bis 2012 an. Ihr erstes Bundesligator erzielte Ewers am 21. September 2008 gegen den TSV Crailsheim beim 7:1-Auswärtssieg mit dem Treffer zum zwischenzeitlichen 6:1 in der 88. Minute.
Nachdem der HSV im Sommer 2012 seine Mannschaft von der Bundes- in die Regionalliga zurückgezogen hatte, wechselte Ewers zur Saison 2012/13 zu Bayer 04 Leverkusen. Dort avancierte sie sofort zur Stammspielerin und bestritt in den folgenden vier Spielzeiten 84 von 88 möglichen Ligapartien. 2015 konnte sie mit der Mannschaft den letztmals ausgetragenen DFB-Hallenpokal gewinnen. Am 26. April 2016 wurde bekannt, dass sie Leverkusen nach Ablauf der Saison 2015/16 verlassen und zu Birmingham City in die englische FA WSL wechseln werde. Mit dem Verein erreichte sie 2017 das FA-Cup Finale.

### Nationalmannschaft
Ewers absolvierte insgesamt zehn Spiele für die Juniorenauswahlen des DFB. 2008 war sie Teil der U-19-Nationalmannschaft, die an der Europameisterschaft teilnahm und das Halbfinale erreichte. Zuletzt gehörte sie dem Kader der U-23-Nationalmannschaft an und bestritt von 2009 bis 2012 sieben Länderspiele in dieser Altersklasse.

## Erfolge
- Halbfinale bei der U-19-Europameisterschaft 2008
- DFB-Hallenpokalsiegerin 2015 (mit Bayer 04 Leverkusen)